# Proces Milcha
Proces Milcha (oficj. USA vs. Erhard Milch) – drugi z 12 procesów norymberskich przeprowadzonych przed Amerykańskimi Trybunałami Wojskowymi po zakończeniu głównego procesu niemieckich zbrodniarzy wojennych przed Międzynarodowym Trybunałem Wojskowym w Norymberdze. Tym razem jedynym oskarżonym był feldmarszałek hitlerowskiej Luftwaffe Erhard Milch. Proces toczył się w dniach od 2 stycznia do 17 kwietnia 1947.

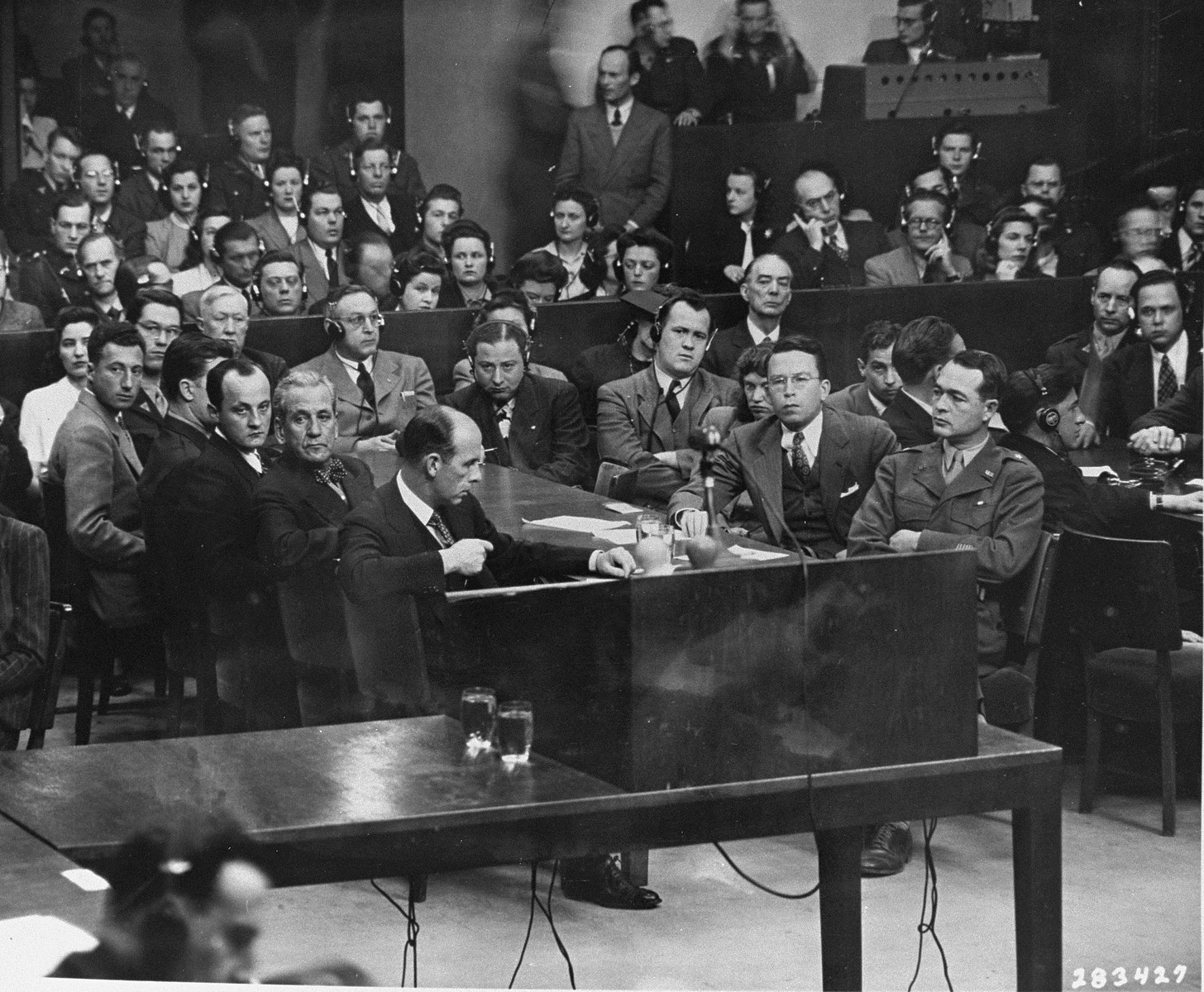
Strona oskarżycielska procesu

## Sędziowie

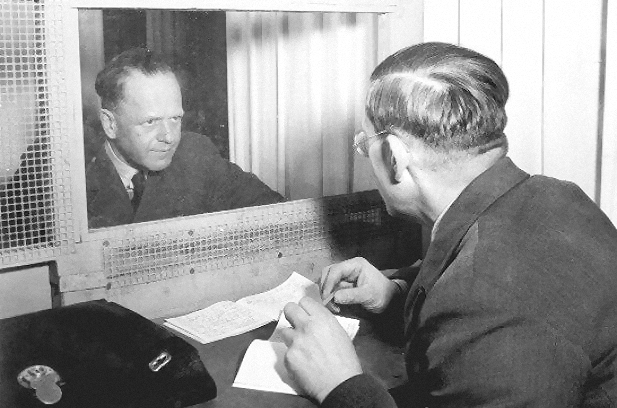
Erhard Milch (z lewej) podczas rozmowy ze swoim bratem Wernerem Milch w pomieszczeniu odwiedzin

Skład sędziowski złożony był z amerykańskich sędziów:
- Prezydent: Robert M. Toms(inne języki), sędzia sądu apelacynego w Detroit, Michigan
- Fitzroi D. Phillips, sędzia w stanie Karolina Północna
- Michael A. Musmanno(inne języki), sędzia w Pittsburghu, Pensylwania
- John J. Speight(inne języki), sędzia w stanie Alabama

## Oskarżenie
Erhard Milch, zastępca Hermanna Göringa, został oskarżony o popełnienie zbrodni wojennych oraz zbrodni przeciwko ludzkości. Akt oskarżenia w punktach pierwszym i trzecim wymieniał następujące zarzuty – zmuszanie do pracy niewolniczej, deportacje i maltretowanie milionów ludzi – cywilnych robotników przymusowych i alianckich jeńców wojennych. W punkcie drugim oskarżono go o udział w zbrodniczych eksperymentach medycznych na ludziach, a także w morderstwach, aktach przemocy i innych nieludzkich czynach.

## Wyrok
Trybunał uznał zasadność punktów pierwszego i trzeciego aktu oskarżenia, natomiast w przypadku punktu drugiego Milch został ogłoszony niewinnym zarzucanych mu czynów. Oskarżony skazany został na karę dożywotniego pozbawienia wolności, która to kara została zamieniona w 1951 na 15 lat pozbawienia wolności. Ostatecznie Milch opuścił więzienie w czerwcu 1954. Zmarł w 1972 roku.